# Пелистер (национален парк)
„Пелистер“ (на македонска литературна норма: Национален парк „Пелистер“) е национален парк в Република Северна Македония, разположен в планината Баба. Той е обявен в 1948 година и така е първият национален парк на територията на страната. Общата му площ е 17 150 ha и въпреки факта, че заема високопланински район, националният парк е доста достъпен.

## Етимология
Името Пелистер произлиза от гръцкото περιστέρι, „гълъб“, вероятно заради формата на върха. Народната етимология свързва името на парка с бора молика с пет иглички - „петлистер“, откъдето Пелистер.

## Местоположение
Паркът е разположен в югозападната част на страната, в трансграничната планина Баба, между котловините Преспа на запад и Пелагония на изток. Баба на север граничи с малката Цапарска котловина и превала Гявато (1169 m), които я отделят от планината Бигла. На юг планината пресича границата с Гърция и чрез превала Бигла се свързва с Вич (Нередската планина, 2125 m). Носи името на най-високия връх на планината Пелистер (2601 m). Планината е на около 465 милиона години.
Баба планина и националният парк „Пелистер“ имат предимно меридианна посока от 25 km и има симетричен вид - билото на планината е равно отдалечено от Пелагонийската и от Преспанската котловина. От главното било на планината се отделят няколко странични била, на които има 35 върха с височина над 2000 m и така планината има алпийски вид. Освен най-високия връх Пелистер (2601 м), по-видни върхове са: Стив (2468 m), Ветерница (2420 m), Муса (2351 m), Бояджиев връх (2331 m), Висока чука (2182 m), Въртешка (2010 m) и други.
Националият парк обхваща 38 % от повърхността на Баба планина. Географски територията на парка се простира между 41°415.96″ и 40°52'27.85″ северна ширина и 21°315.29″ и 21°169.41″ източна дължина. Общата дължина на границата на парка е приблизително 86,99 km. Разстоянието от най-източната до най-западната точка е 20,37 km, а от най-северната до най-южната точка е 23,48 km.
Административно територията на националения парк е част от общините Битоля - 12561,32 ha или 73 % и Ресен - 4587,68 ha или 27 %. В границите на парка има само едно населено място – влашкото село Маловище. В непосредствена близост на парка, на разстояние по-малко от 1 km са Кажани, Ротино, Цапари, Магарево и Търново на север, и Дихово и Нижеполе на изток. В не толкова непосредствена близост се намират селата: Козяк, Ървати и Брайчино на западната граница на парка.

## История
Националният пак е обявен със закон, приет от Президиума на Народна република Македония на 30 ноември 1948 година и обхваща 12 500 ha.
През месец декември 2007 година със специален закон дял от планината Баба с върха Пелистер повторно е обявен за национален парк, като площта му е увеличена на 17 150 ha. Според Закона за защита на природата за защитата и управлението на парка отговаря Обществената институция Нацонален парк „Пелистер“ – Битоля.

## Хидрография
Сред хидрографските обекти с особена природна атракция са двете ледникови езера Големото и Малото, наречени заедно Пелистерски очи.

## Флора и фауна
Флората на Пелистер е много разнообразна, оттук и нейното специфично ботаническо значение. В парка има 1307 таксона два местни ендемита. Тук растат 88 дървесни вида, което представлява 29% от общата дендрофлора на Северна Македония. В растителността на парка има 21 растителни съобщества, от които 8 горски и 13 тревни съобщества.
От горските дървесни видове най-ценна е бялата мура или моликата, открита от Аугуст Гризебах в 1839 година. Видът расте само и в няколко планини на Балканския полуостров, но в националния парк „Пелистер“ има най-компактно дървесно съобщество, като има дървета по-стари от 230 години. Амплитудата на надморската височина на пелистерската бяла мура е от 600 до над 2200 m.
Гръбначните животни в парка включват: 10 вида земноводни, 15 вида влечуги, 91 вида птици и 35 вида бозайници. От рибите е важно да се отбележи наличието на ендемичната пъстърва по река Пелистер (Salmo trutta peristericus) и пелагонийската пъстърва (Salmo trutta pelagonicus).

## Ендемични видове в „Пелистер“

### Фауна
- Salmo trutta peristericus (поточна пъстърва)
- Salmo trutta pelagonicus (поточна пъстърва)
- Iliodromus peristericus (остракоди)
- Eucypris diebeli (остракодия)
- Niphragus pancici peristericus (скарида Amphipod) – Големото езеро
- Arcticocampus macedonicus (харпактична скарида)
- Brachydesmus peristerensis (Стоножка Pelister)
- Alpaeus macedonica (твърдокрили насекоми)
- Cychrus attenuatus peristericus (твърдокрили насекоми)
- Duvaliotes peristericus (твърдокрили насекоми)
- Platyduvalius macedonicus (твърдокрили насекоми)
- Trechus hajeki (твърдокрили насекоми)
- Scythris crypta (малки пеперуди)[1]
- Scythris similis (малки пеперуди)[1]
- Hadena clara macedonica (нощна пеперуда)

### Флора
- Alchemilla peristerica (Pelister небесна роса)
- Sempervivum octopodes (един от двата ендемични вида пазачи на къщата)
- Jovibarba heuffelii var (един от двата ендемични вида часовници)
- Crocus pelistericus
- Festuca pelisterica (бръмбар Pelister)

- Поглед към Мало езеро при изгрев
- Пелистер, обвит от мъгла, погледнат от Пелагония
- Зимното било на Пелистер